# Zack Snyder's Justice League
Zack Snyder's Justice League (informalmente noto come Snyder Cut) è la versione del regista del 2021 del film di supereroi statunitense Justice League (2017), il quinto film ambientato nel DC Extended Universe (DCEU) basato sull'omonimo gruppo di DC Comics. È inteso per corrispondere alla visione originale del film del regista Zack Snyder, prima del suo abbandono dalla produzione e della successiva interferenza dello studio.
La pellicola del 2017 ha avuto una produzione travagliata a seguito dell'avvicendamento tra Snyder e Joss Whedon nella fase di post-produzione, che ha prodotto una versione finale diversa da quella pensata in pre-produzione e in lavorazione.

## Trama
Migliaia di anni fa, Darkseid e il suo esercito di parademoni tentarono di conquistare la Terra usando l'energia delle tre Scatole Madri, antichi oggetti che, se riuniti, formano l'Unità, un potere capace di rendere sterile un pianeta. Un'alleanza tra Dei dell'Olimpo, Amazzoni, Atlantidei, umani e una Lanterna Verde riuscì a fermare l'esercito di Darkseid, e le tre scatole Madri vennero separate e nascoste.
Nel presente, la morte di Superman ha innescato la riattivazione delle Scatole Madri.
Qualche settimana dopo la morte dell'eroe, la scatola madre sorvegliata dalle amazzoni sull'isola di Themyscira richiama dall'esilio Steppenwolf, che la recupera e si mette in contatto con DeSaad, portavoce di Darkseid. La regina Ippolita avverte sua figlia, Diana Prince, dell'imminente pericolo, e Diana informa Bruce Wayne del piano di Darkseid, al che i due si mettono alla ricerca di altri metaumani che possano aiutarli a proteggere la Terra. Bruce si reca in un villaggio di pescatori e incontra Arthur Curry, Aquaman, il quale rifiuta di unirsi alla squadra e Barry Allen, che, invece, accetta subito. Diana rintraccia Victor Stone, che, dopo un iniziale rifiuto, si unisce al gruppo per salvare suo padre Silas, rapito dai Parademoni di Steppenwolf insieme ad altri scienziati dei laboratori S.T.A.R.. Steppenwolf nel mentre attacca un avamposto di Atlantide e recupera la seconda Scatola Madre, costringendo Arthur a intervenire per tentare di fermarlo.
Grazie all'aiuto del commissario Gordon, la squadra scopre che Steppenwolf si nasconde in una struttura nei pressi del porto di Gotham City e lo attacca. Bruce, Diana, Barry e Victor riescono a salvare gli scienziati, ma la struttura viene allagata; Arthur, però, giunge in loro soccorso salvandoli. Richiamato dalle Scatole Madri in suo possesso, Steppenwolf scopre che la Terra è il pianeta su cui è incisa l'Equazione Anti-Vita, obiettivo massimo di Darkseid; informato quest'ultimo della sua scoperta, il tiranno promette a Steppenwolf il ritorno ad Apokolips, se gli consegnerà la Terra.
Victor rivela di essere in possesso della terza Scatola Madre, usata da suo padre per ricostruire il suo corpo dopo un incidente che ha causato la morte della madre ed è quasi costato la vita al figlio. Il gruppo decide di attivare la Scatola Madre per resuscitare Superman e fermare Steppenwolf. Barry e Victor recuperano il corpo di Superman e lo portano sulla nave kryptoniana conservata nei laboratori S.T.A.R.; qui Victor, grazie al collegamento con la nave e la Scatola madre, ha una visione di un futuro distopico dove Diana è morta, Arthur viene ucciso da Darkseid e Clark, controllato dal Tiranno con l'Anti-vita, ha assoggettato l'umanità. Il processo per riportare in vita Superman riesce, ma il kryptoniano si risveglia in uno stato di totale confusione e amnesia, e attacca il gruppo; viene fermato solo dall'intervento di Lois Lane, e i due volano a Smallville dove Clark si riunisce con sua madre.
Attirato dall'attivazione della terza scatola, Steppenwolf attacca i laboratori S.T.A.R. e recupera il manufatto, ma Silas Stone si sacrifica per surriscaldare la Scatola in modo che suo figlio possa seguire la scia di calore residuo e rintracciare il covo del nemico. Il gruppo, senza Superman, si reca in una città fantasma in Russia dove Steppenwolf sta sincronizzando l'Unità. Wayne, Prince, Curry e Allen combattono contro i parademoni, mentre Stone cerca di collegarsi alle Scatole Madri per separarle; Superman giunge in aiuto di Stone ma Steppenwolf riesce a unire le Scatole, causando un'enorme esplosione. Allen non avendo alternativa entra allora nella Forza della velocità e accetta che qualunque cosa gli accadrà dimostrerà di essere stato il meglio di se e con tutta la sua forza e velocità riavvolge il tempo, permettendo a Superman e Stone, la cui mente entra con successo negli artefatti e ne sconfigge le personalità, di separare le Scatole Madri. Superman, Arthur e Diana uccidono Steppenwolf decapitandolo mentre lanciano il suo corpo in un portale che porta ad Apokolips, da cui Darkseid ha osservato gli ultimi eventi; per niente impressionato, quest'ultimo decide di attivarsi personalmente per impadronirsi dell'Equazione.
Bruce, Diana e Alfred Pennyworth stabiliscono il quartier generale della nuova squadra a villa Wayne e lasciano la porta aperta a eventuali nuovi membri, Barry trova lavoro nel dipartimento di polizia di Central City, Victor decide di usare i suoi poteri per fare del bene, Arthur si mette in viaggio per trovare suo padre, e Superman riprende la sua vita come Clark Kent.
Lex Luthor, nel frattempo fuggito dall'Arkham Asylum, si incontra con Slade Wilson e gli rivela l'identità segreta di Batman. Bruce ha invece un sogno ambientato in un mondo post-apocalittico, dove lui, Victor, Barry, Mera, Wilson e il Joker sono alleati e si apprestano a combattere contro un Superman malvagio controllato da Darkseid; risvegliatosi, Bruce riceve la visita di Martian Manhunter che avvisa di un futuro arrivo di Darkseid sulla Terra.

## Personaggi

### Principali
- Bruce Wayne / Batman, interpretato da Ben Affleck: un miliardario di Gotham City che combatte il crimine nei panni del supereroe Batman.[1]
- Clark Kent / Superman, interpretato da Henry Cavill: un kryptoniano mandato sulla Terra per sfuggire alla distruzione del suo pianeta che protegge l'umanità nei panni di Superman.[1] Nonostante la morte del suo personaggio in Batman v Superman: Dawn of Justice, Cavill si è unito al cast nel febbraio 2016, a riprese inoltrate.[2]
- Lois Lane, interpretata da Amy Adams: reporter del Daily Planet e fidanzata di Clark Kent.[1]
- Diana Prince / Wonder Woman, interpretata da Gal Gadot: una guerriera immortale, principessa delle Amazzoni e figlia di Zeus.[1]
- Victor Stone / Cyborg, interpretato da Ray Fisher: un giovane atleta il cui corpo, dopo essere stato ricostruito da una delle Scatole Madri in seguito ad un incidente quasi fatale, ha acquisito il potere di controllare e fondersi con la tecnologia.[1][3] Fisher ha interpretato il personaggio quasi completamente attraverso l'uso della motion capture.[4]
- Arthur Curry / Aquaman, interpretato da Jason Momoa: l'erede al trono della nazione sottomarina di Atlantide, i cui superpoteri derivano dalla sua fisiologia atlantidea.[1]
- Barry Allen / Flash, interpretato da Ezra Miller: un perito forense di Central City capace di muoversi ad una velocità sovrumana.[1]
- Nuidis Vulko, interpretato da Willem Dafoe: visir di Atlantide e mentore di Arthur.
- Lex Luthor, interpretato da Jesse Eisenberg: CEO della LexCorp e avversario di Superman.
- Alfred Pennyworth, interpretato da Jeremy Irons: maggiordomo e confidente di Bruce Wayne.[5]
- Martha Kent, interpretata da Diane Lane: la madre adottiva di Superman.[1]
- Ippolita, interpretata da Connie Nielsen: madre di Diana e regina delle Amazzoni.[1]
- James Gordon, interpretato da J. K. Simmons: commissario di polizia di Gotham e alleato di Batman.[1]
- Steppenwolf, interpretato da Ciarán Hinds: un generale della razza aliena dei Nuovi Dei del pianeta Apokolips, incaricato da suo nipote e superiore Darkseid di trovare tre antichi artefatti nascosti sulla Terra.[1][3] Hinds lo ha descritto come "vecchio e stanco", e in cerca di un modo per eludere il comando di Darkseid.[6] L'attore ha interpretato il ruolo tramite motion capture seguendo i consigli dell'amico Liam Neeson, che aveva utilizzato la medesima tecnologia nel film Sette minuti dopo la mezzanotte (2016).[7]
- Mera, interpretata da Amber Heard.
- Silas Stone, interpretato da Joe Morton: padre di Victor Stone e scienziato dei Laboratori S.T.A.R..
- Menalippe, interpretata da Lisa Loven Kongsli: luogotenente di Ippolita e zia di Diana.
- Elinore Stone, interpretata da Karen Bryson: la defunta madre di Victor Stone.
- Darkseid, interpretato da Ray Porter: un tirannico Nuovo Dio, nipote e maestro di Steppenwolf.
- Desaad, interpretato da Peter Guinness: braccio destro di Darkseid.

### Secondari
- Antiope, interpretata da Robin Wright.
- Slade Wilson / Deathstroke, interpretato da Joe Manganiello.
- J'onn J'onzz / Martian Manhunter, interpretato da Harry Lennix: ultimo sopravvissuto della razza marziana; ha il potere di cambiare aspetto e di volare.
- Joker, interpretato da Jared Leto: un criminale, arcinemico di Batman.
- Ares, interpretato da David Thewlis.
- Iris West, interpretata da Kiersey Clemons: l'interesse amoroso di Barry Allen.
- Henry Allen, interpretato da Billy Crudup.
- Leader di un gruppo di terroristi è interpretato da Michael McElhatton.
- Jerry, interpretato da Marc McClure: un agente di polizia amico di Lois Lane, che aveva interpretato Jimmy Olsen nella serie di film di Superman.
- Ryan Choi, interpretato da Zheng Kai: uno scienziato dei Laboratori S.T.A.R.
- Euboea, interpretata da Samantha Jo.

### Voci
- La nave kryptoniana, doppiata da Carla Gugino.
- Jor-El, doppiato da Russell Crowe.
- Jonathan Kent, doppiato da Kevin Costner tramite materiale d'archivio.

### Cameo
- Il regista Zack Snyder ha un cameo come cliente di una caffetteria.[8]

## Produzione
L'avvicendamento tra Zack Snyder e Joss Whedon nella fase di post-produzione ha prodotto una versione finale del film molto diversa da quella concepita in pre-produzione e in lavorazione. Le recensioni negative ottenute dai precedenti capitoli del DC Extended Universe, Batman v Superman: Dawn of Justice e Suicide Squad, avevano già spinto la Warner Bros. a ragionare sul tono troppo cupo del film. Dopo l'abbandono di Snyder al progetto nel maggio 2017, a seguito del suicidio di sua figlia Autumn, Whedon è subentrato per supervisionare la post-produzione e dirigere le riprese aggiuntive, completando di fatto la pellicola come regista non accreditato. Whedon ha stemperato il tono originale del film, aggiungendo più comicità, e ha ridotto la durata della pellicola a 120 minuti su richiesta della Warner Bros., tagliando completamente alcuni personaggi e riducendo la presenza di altri.
Dal film sono presenti scene, personaggi, elementi e sottotrame secondarie assenti nella versione cinematografica e non include nessuna ripresa o modifica apportata da Joss Whedon. Snyder ha aggiunto che solo una piccola parte del film è composta dalle riprese aggiuntive; circa l'80% del film è composta da materiale mai visto delle riprese originarie del progetto, mentre il finale è stato rigirato completamente.
La versione cinematografica di Justice League si è rivelata un insuccesso commerciale e ha ricevuto recensioni miste dalla critica e dal pubblico, spingendo la Warner Bros. a rivalutare tutto il futuro del DCEU. Successivamente all'uscita del film, quando hanno iniziato ad emergere i dettagli circa la sua produzione tribolata e allo stato del progetto prima dell'abbandono di Snyder, è diventato sempre più grande l'interesse per vedere una versione alternativa più fedele alla visione di Snyder. I fan del regista, alcuni membri del cast e della produzione, e altre personalità dell'industria cinematografica hanno aderito alla petizione per la distribuzione della Snyder Cut.
Dopo che la Warner Bros. aveva dichiarato in un primo momento che non esistessero piani per distribuire una versione alternativa di Justice League, nel maggio 2020 è stato annunciato che la director's cut di Snyder sarebbe stata distribuita nel corso del 2021 sulla piattaforma on demand HBO Max.
Nel settembre dello stesso anno la Warner ha approvato le riprese aggiuntive per completare il film, fissate all'ottobre 2020, col ritorno sul set dei principali attori quali Ben Affleck, Henry Cavill, Gal Gadot e Ray Fisher. Ezra Miller, occupato su un altro set, ha girato una scena ricevendo indicazioni dal regista via social, tramite la piattaforma Zoom e con l'ausilio della troupe di quel film. Jared Leto ha ripreso il ruolo del Joker anche se, come dichiarato dallo stesso regista, la presenza del personaggio non era prevista originariamente.
Il budget speso dalla Warner Bros. per completare il film, che comprende riprese aggiuntive, effetti speciali e nuovo montaggio, è stato di 70 milioni di dollari, mentre il regista Snyder ha scelto di non ricevere nessun compenso per terminare la sua versione del film. Il film è dedicato alla memoria della figlia di Snyder, Autumn.

## Colonna sonora
Il compositore del film è lo stesso scelto originariamente, Tom Holkenborg. Holkenborg, che fu sostituito da Danny Elfman dopo che le redini del film erano passate nelle mani di Whedon, ha dichiarato che, nonostante la maggior parte del lavoro fosse già stato fatto per il film prima della sua sostituzione, ha comunque lavorato a nuove tracce, una delle quali è stata presentata durante la seconda parte del DC FanDome del 12 settembre 2020. Nel marzo 2021 il compositore ha annunciato che la colonna sonora del film è composta da 54 tracce più la cover del brano Hallelujah di Leonard Cohen eseguita da Allison Crowe, per una durata totale di quattro ore. La cover del brano Hallelujah è stata inserita come tributo alla figlia di Snyder, Autumn.

## Promozione
Il primo trailer del film è stato diffuso il 22 agosto 2020 durante la DC FanDome, ma è stato poi rimosso il 5 novembre per problemi legati ai diritti della canzone Hallelujah di Leonard Cohen. Il 17 novembre è stato diffuso un teaser trailer col titolo provvisorio Justice League: Director's Cut; il 14 febbraio 2021 viene pubblicato il trailer ufficiale nella versione originale, mentre la versione italiana viene diffusa il 19 febbraio.
Un secondo trailer è stato distribuito il 14 marzo.

## Distribuzione
Il film è stato distribuito in tutto il mondo a partire dal 18 marzo 2021, ad eccezione di Cina e Giappone; negli Stati Uniti è stato distribuito sulla piattaforma HBO Max, mentre in altri paesi è stato distribuito digitalmente attraverso servizi di video on demand e, dove disponibile, su HBO e HBO Go. In Italia, Regno Unito, Irlanda, Germania e Austria il film ha debuttato su Sky Cinema e in streaming su Now.
Inizialmente Snyder aveva dichiarato che la sua director's cut sarebbe stata distribuita sotto forma di miniserie televisiva, suddivisa in quattro episodi da un'ora, ma nel gennaio 2021 viene confermata l'uscita sotto forma di un unico film. Snyder ha anche annunciato che, una volta superata la pandemia di COVID-19, il film sarà distribuito nelle sale cinematografiche e intervallato da dieci minuti musicali, pensati come pausa durante le circa quattro ore di visione.

### Divieti
Negli Stati Uniti il film ha ricevuto un rating R, indicante il divieto di visione ai minori di 17 anni non accompagnati da adulti.

### Edizioni home video
Il film è disponibile per l'acquisto digitale dal 22 aprile 2021 sulle principali piattaforme streaming e on demand, mentre il formato fisico (DVD, Blu-ray e 4K) dal 27 maggio dello stesso anno; lo speciale Road to Justice League, presente solo nelle versioni Blu-ray e 4K, contiene un'intervista di 25 minuti al regista Snyder che racconta la sua collaborazione con la DC Comics per la realizzazione dei film del DC Extended Universe degli ultimi dieci anni.

## Accoglienza

### Critica
Le prime reazioni della critica statunitense sono state positive, ritenendolo superiore a Justice League, criticando però la lunga durata.
Sull'aggregatore di recensioni Rotten Tomatoes ha un indice di gradimento del 71% basato su 314 recensioni, con un voto medio di 6,7 su 10. mentre su Metacritic ottiene un punteggio di 54 su 100 basato su 45 recensioni.

## Riconoscimenti
- 2021 - MTV Movie & TV Awards[55]
  - Candidatura per il miglior combattimento per lo scontro finale contro Steppenwolf
- 2022 - Critics' Choice Awards[56]
  - Candidatura per il miglior film di supereroi
  - Candidatura per la miglior attrice in un film di supereroi a Gal Gadot

## Versioni alternative
Nel febbraio 2021, il regista Snyder ha annunciato l'esistenza di due versioni alternative: una in bianco e nero, intitolata Zack Snyder's Justice League - Justice Is Gray, che è stata distribuita sempre su HBO Max dal 25 marzo 2021, e una versione IMAX, che sarà distribuita successivamente nelle sale in formato 1,43:1.